# Ivinhema
Ivinhema är en kommun i Brasilien.   Den ligger i delstaten Mato Grosso do Sul, i den södra delen av landet, 900 km sydväst om huvudstaden Brasília. Antalet invånare är 22 355.
Trakten runt Ivinhema består i huvudsak av gräsmarker. Runt Ivinhema är det glesbefolkat, med 10 invånare per kvadratkilometer.